# 27 août 1956
Le lundi 27 août 1956 est le 240e jour de l'année 1956.

## Naissances
- Alberto Pacher, politicien italien
- Alois Lipburger (mort le 3 février 2001), sauteur à ski autrichien
- Bernard Lannes, agriculteur et syndicaliste français
- David Khayat, médecin français
- Didier Lallement, haut fonctionnaire français
- Gael Martin, athlète australienne, pratiquant le lancer du poids
- Gary McRobb, personnalité politique canadienne
- Glen Matlock, musicien britannique
- Jean-François Larios, footballeur français
- Jorge Olaechea, joueur de football péruvien
- M'Pongo Love (morte le 15 janvier 1990), chanteuse congolaise
- Paulo Aquarone, artiste brésilien

## Décès
- Joseph Notelet (né le 28 mars 1874), peintre impressionniste et dessinateur français
- Paul Brasseau (né le 21 septembre 1879), personnalité politique française
- Pelagueïa Shajn (née en 1894), astronome russe